# Mario Luigi Cerati
Mario Luigi Cerati (Genova, 1º luglio 1876 – Pieve Porto Morone, 16 ottobre 1913) è stato uno scrittore e giornalista italiano.

## Biografia
Secondogenito di Cesare Cerati e di Erminia Bozzano, morta nel dargli la vita, Mario Luigi Cerati nasce a Genova nel 1876; perde dopo pochi mesi la sorellina maggiore; a quindici anni rimane orfano anche del padre, ufficiale di carriera. Sotto la gestione del tutore, venduti i terreni, evaporano le sostanze ereditate dai genitori.
Sostenuto dalla zia genovese Maria Bozzano, frequenta il ginnasio-liceo "Ugo Foscolo" di Pavia, conseguendo la maturità classica; si iscrive a giurisprudenza nell'Ateneo teresiano; inizia precocemente la pratica forense presso lo studio Baggiolini di Milano, muovendosi in bicicletta dall'una all'altra città. Nel contempo, attratto dal giornalismo, Mario, fa le sue prime esperienze di pubblicista, scrivendo su fogli studenteschi, e pubblica nel 1897 una raccolta di poesie intitolata La prima battaglia.
Nel 1898, ancora studente, Mario sposa a Pavia Raffaella De Dominicis, diciannovenne figlia del famoso pedagogista Saverio. Dalla coppia nasceranno Cesare (1899), Vincenza (1905), Saveria (1908) e Angiolina (1910).
All'inizio del '900 Mario consegue la laurea in giurisprudenza nell'Università di Urbino e si trasferisce con la famiglia da Pavia a Milano dove, iscritto all'albo dei patrocinanti presso la Corte d'Appello, affronta le prime dirette esperienze forensi. Nel contempo, sempre più attratto dal giornalismo, egli collabora con diverse testate come Il tempo e L'Italia del Popolo e viene poi assunto in pianta stabile dal Secolo, quotidiano nazionale dell'editrice Sonzogno, con la quale inizia un'intensa collaborazione anche come traduttore dal tedesco e dal francese di classici della filosofia e della pedagogia e come autore di alcune presentazioni.
Sulle pagine dei giornali sostiene un'appassionata battaglia per l'Università popolare milanese, concepita per «diffondere con metodi moderni nelle classi popolari l'istruzione scientifica, letteraria, artistica e tecnica, associata al concetto di civile educazione»: istituzione promossa o sostenuta, tra altri, da Enrico Butti, Emilio Caldara, Innocenzo Cappa, Angelo Filippetti, Luigi Gasparotto, Osvaldo Gnocchi Viani, Alessandra Ravizza. La solenne inaugurazione in Galleria (1º marzo 1901) vede come oratore ufficiale Gabriele D'Annunzio e, sul «numero unico» dell'Associazione lombarda giornalisti, accanto alla dannunziana «ode per colui che deve venire», l'articolo in prima pagina del ventiquattrenne Mario Cerati.
Nel 1903 pubblica Nazzarena, raccogliendo quattro racconti in larga misura autobiografici.
Negli ultimi due anni di vita si dedica alla creazione del Villaggio dei Giornalisti, da lui ideato e illustrato sulle colonne del Secolo, per estendere ai professionisti i benefici dell'edilizia popolare accordati alla classe operaia. Individuata l'area, allora in comune di Greco, al confine con Milano, vengono assegnati gli appalti e iniziano le costruzioni di villette unifamiliari, abbinate o isolate, in varie tipologie ispirate allo stile liberty.
Il 18 settembre 1912, mentre è in corso il conflitto italo-turco destinato ad allargare le conquiste coloniali italiane, il villaggio dei giornalisti in costruzione viene visitato da Vittorio Emanuele III, con gran seguito di autorità civili e militari. Il discorso ufficiale di omaggio al re è tenuto da Mario Cerati e riprodotto ampiamente dal Secolo. Cerati morì prima di vedere terminato il suo progetto.

## Pubblicazioni
- La prima battaglia (poesie), Libreria editrice G. Frattini, Pavia, 1897.
- Nazarena (quattro racconti), Libreria editrice Nazionale, Milano, 1903.
- Fausta (libretto operistico per la musica di Renzo Bianchi), Sonzogno, Milano, 1908.

### Traduzioni
- Traduzione e prefazione di Lettere dalla Montagna di G.G. Rousseau, Sonzogno, Milano, 1905.
- Traduzione di Pensieri e frammenti di A. Schopenhauer, Sonzogno, Milano, 1905.
- Traduzione di Lettere d’amore a Sofia di M. Mirabeau, Sonzogno, Milano, 1905.
- Traduzione e prefazione di La nuova Eloisa di G.G. Rousseau, Sonzogno, Milano, 1907.
- Traduzione di Lettere scelte della Marchesa di Sévigné, Sonzogno, Milano, 1907.
- Traduzione di Saggio sul libero arbitrio di A. Schopenhauer, Sonzogno, Milano, 1908.